# 小行星6878
小行星6878（英語：6878 Isamu）是一颗围绕太阳公转的小行星。1994年10月2日，圓舘金、渡邊和郎在北见发现了此天体。
这颗小行星的绝对星等为224.8685687055328等。